# Cruelty and the Beast
Cruelty and the Beast is de vierde muzikale uitgave en het derde volledige album van Cradle of Filth. De cd bevat voornamelijk black metal. Het is een conceptalbum met als onderwerp gravin Elisabeth Báthory. Het label is Music For Nations.

## Nummers
1. Once Upon Atrocity – 1:42
2. Thirteen Autumns and a Widow – 7:14
3. Cruelty Brought Thee Orchids – 7:18
4. Beneath the Howling Stars – 7:42
5. Venus in Fear – 2:20
6. Desire in Violent Overture – 4:16
7. The Twisted Nails of Faith – 6:50
8. Báthory Aria – 11:02
9. Portrait of the Dead Countess – 2:52
10. Lustmord and Wargasm (The Lick of Carnivorous Winds) – 7:30